# Церква-каплиця св. Духа (Лівобережний масив, Київ)
Церква святого Духа — діяльна церква на Русанівці (Київ) — релігійна громада УПЦ КП. Знаходиться в Києві, на вул. Флоренції, 11 на її перетині з вул. Ованеса Туманяна, поблизу пішохідного мосту, що веде на Русанівку. Заснована 1997 року, як церква УПЦ КП. У 2000 р. побудовано дерев'яну каплицю. Відома в Києві своїм хором та недільною школою. Настоятель — о. Олександр Верба. Храмове свято — другий день відзначення св. Трійці — День св. Духа (перехідне).
Богослужбовий центр вірян УПЦ КП Русанівки, Лівобережного масиву та Микільської слобідки. При церкві діє недільна школа з гуртками англійської й французької мов, образотворчого мистецтва, вокально-театральна студія, бібліотека християнської літератури. Займається активною благодійною діяльністю. 
Здійснює будівництво храмового комплексу за проєктом ООО «Експреспроект». Авторами проєкту в інформаційному проспекті громади та на стенді поблизу храму спочатку були названі В. М. та Л. В. Судоргіни, проте в Інтернеті можна знайти інформацію, що він належить молодому київському архітектору  Я. Заваді. На стенді, який з'явився 2017 року, вказано всі три прізвища. 
У церкві знаходяться шановані ікони св. Духа (2004 р., визнаний канонічним зразком для подальших списків), св. прп. Меркурія Бригинського з часткою мощей та св. Миколая Чудотворця. Цікаво, що під парафіяльний будинок пристосовано товарний пульманівський вагон.